# Jacques Stroweis
Jacques Stroweis ist ein französischer Spezialeffektkünstler.

## Leben
Stroweis absolvierte in Frankreich eine Ingenieursausbildung und schloss sich 1983 dem Computer Graphics Lab der New York Institute of Technology an. Als Spezialist für digitale Effekte arbeitete er unter anderem für Digital Domain. Für seine Mitarbeit am Actionfilm True Lies – Wahre Lügen wurde er 1995 sowohl für den Oscar als auch den British Academy Film Award nominiert.

## Filmografie (Auswahl)
- 1990: Predator 2
- 1993: Demolition Man
- 1993: Last Action Hero
- 1994: True Lies – Wahre Lügen (True Lies)
- 1995: Species
- 1996: Operation: Broken Arrow (Broken Arrow)
- 2007: Ghost Rider
- 2009: Underworld – Aufstand der Lykaner (Underworld: Rise of the Lycans)
- 2010: Tekken

## Auszeichnungen
- 1995: Oscar-Nominierung in der Kategorie Beste visuelle Effekte für True Lies
- 1995: BAFTA-Film-Award-Nominierung in der Kategorie Beste visuelle Effekte für True Lies